# رژیم غذایی سانتا کلاریتا
رژیم غذایی سانتا کلاریتا (انگلیسی: Santa Clarita Diet) یک سریال تلویزیونی اینترنتی کمدی ترسناک است که توسط ویکتور فرسکو برای رسانه جاری نت‌فلیکس ساخته شده و تیموتی اولفینت و درو بریمور در آن ایفای نقش می‌کنند. فرسکو به عنوان شورانر و یک تهیه‌کننده اجرایی در کنار بریمور، اولفینت، آرون کاپلان، تریسی کاتسکی، کریس میلر و امبر ترسدل به تولید این مجموعه کار کرده است. فصل نخست این مجموعه به تعداد ده قسمت در ۳ فوریه ۲۰۱۷، در نت‌فلیکس قرار گرفت. پخش مجموعه پس از سه فصل در تاریخ ۲۶ آوریل ۲۰۱۹، متوقف شد.